# Novo Brdo Mrežničko
 Novo Brdo Mrežničko  falu Horvátországban, Károlyváros megyében. Közigazgatásilag Duga Resához tartozik.

## Fekvése
Károlyvárostól 14 km-re, községközpontjától 8 km-re délnyugatra, a Mrežnica bal partján fekszik.

## Története
A településnek 1857-ben 168, 1910-ben 106 lakosa volt. A trianoni békeszerződésig Zágráb vármegye Károlyvárosi járásához tartozott. 2011-ben 119-en lakták.

## Lakosság
| Lakosság változása | Lakosság változása | Lakosság változása | Lakosság változása | Lakosság változása | Lakosság változása | Lakosság változása | Lakosság változása | Lakosság változása | Lakosság változása | Lakosság változása | Lakosság változása | Lakosság változása | Lakosság változása | Lakosság változása | Lakosság változása |
| ------------------ | ------------------ | ------------------ | ------------------ | ------------------ | ------------------ | ------------------ | ------------------ | ------------------ | ------------------ | ------------------ | ------------------ | ------------------ | ------------------ | ------------------ | ------------------ |
| 1857               | 1869               | 1880               | 1890               | 1900               | 1910               | 1921               | 1931               | 1948               | 1953               | 1961               | 1971               | 1981               | 1991               | 2001               | 2011               |
| 168                | 177                | 143                | 137                | 103                | 106                | 109                | 144                | 118                | 120                | 139                | 145                | 144                | 138                | 123                | 119                |